# Belarussischer Fußballpokal 2024/25
Der Belarussische Fußballpokal 2024/25 war die 34. Austragung des belarussischen Pokalwettbewerbs der Männer. Titelverteidiger war FK Njoman Hrodna.

## Modus
Im Gegensatz zur Liga wird der Pokal im Herbst-Frühjahr-Rhythmus ausgetragen. Bis zum Achtelfinale wurden die Begegnungen in einem Spiel ausgetragen. Bei unentschiedenem Ausgang wurde zur Ermittlung des Siegers eine Verlängerung gespielt. Stand danach kein Sieger fest, folgte ein Elfmeterschießen. Ab dem Viertelfinale wurden die Sieger in Hin- und Rückspiel ermittelt. Die erste Qualifikationsrunde wurde nach regionalen Gesichtspunkten durchgeführt. Der Pokalsieger qualifizierte sich für die UEFA Conference League.

## Teilnehmende Teams
Insgesamt hatten sich 63 Mannschaften für den Pokalwettbewerb beworben. Davon waren zwei Teams nicht zum Spiel angetreten: Torpedo Minsk und FSK Kirowsk.
| Wyschejschaja Liha (16) | Wyschejschaja Liha (16) | Perschaja Liha (13) | Perschaja Liha (13) |
| --- | --- | --- | --- |
| - Arsenal Dsjarschynsk - BATE Baryssau - FK Dinamo Brest - Dnjapro Mahiljou - FK Homel - Naftan Nawapolazk - FK Njoman Hrodna - FK Islatsch                              | - FK Minsk - FK Dinamo Minsk - FK Schachzjor Salihorsk - FK Slawija-Masyr - FK Sluzk - FK Smarhon - FK Tarpeda-BelAS Schodsina - FK Wizebsk            | - FK Astrawez - FK Baranawitschy - Belschyna Babrujsk - FK Bumprom Homel - FK Enerhetyk-BDU Minsk - FK Nywa Dolbizno - FK Lokomotiv Homel      | - FK Lida - FK Maladsetschna-2018 - FK Maxline Wizebsk - FK Orscha - FK Slonim-2017 - FK Wolna Pinsk                      |
| Druhaja Liha (29) | | | |
| - Agro-Pelischtsche Kamjanez - FK Assipowitschy - FK Atlant Kobryn - FK Bobownja - DjuSSch Iwazewitschy - FK Druz Bjalynitschy - FK Enerhetyk Minsk - FK Gasawik Wizebsk | - FK Iwazewitschy - FK Gorki - FSK Kirowsk - FK Klezk - FK Kommunalnik Belaasjorsk - FK Kretschat Bjarosa - FK Kolas Tscherwen - Ljachawitschkij Volat | - FK Ljashas Homel - MNPS Masyr - BDU Minsk - FK Mjory - Nadseja Baranawitschy - Nowaja Pripjat Alschany - Partizan Salihorsk - FK Polazk-2019 | - FK Slonim City - FK Stanles Pinsk - FK Swislatsch - FK Tarpeda Minsk - Traktor Minsk - FK Uni Minsk - FSK Uradschajnaja |
| Amatarskaja Liha (3) | | | |
| - FK D-Media Minsk | - FK Inform Minsk | - Technolog BGUT Mahiljou | |

## 1. Qualifikationsrunde
Teilnehmer waren 27 Drittligisten und drei Amateurteams.
Die Auslosung fand am 6. Mai 2024 statt. Die Paarungen wurden auf sechs Regionen verteilt.
| Datum                      |                               | Ergebnis  |                                  |
| -------------------------- | ----------------------------- | --------- | -------------------------------- |
| 00000000000Region Brest    |                               |           |                                  |
| 11.05.2024                 | DjuSSch Iwazewitschy (III)    | 8:3       | FK Kommunalnik Belaasjorsk (III) |
| 11.05.2024                 | FK Kretschat Bjarosa (III)    | 1:0       | Agro-Pelischtsche Kamjanez (III) |
| 12.05.2024                 | FK Atlant Kobryn (III)        | 3:0       | Nadseja Baranawitschy (III)      |
| 12.05.2024                 | Nowaja Pripjat Alschany (III) | 5:2       | Ljachawitschkij Volat (III)      |
| 00000000000Region Wizebsk  |                               |           |                                  |
| 11.05.2024                 | FK Polazk-2019 (III)          | 2:0       | FK Inform Minsk (IV)             |
| 11.05.2024                 | FK Gasawik Wizebsk (III)      | 2:3       | FK Mjory (III)                   |
| 00000000000Region Homel    |                               |           |                                  |
| 11.05.2024                 | MNPS Masyr (III)              | 3:4 n. V. | FK Ljashas Homel (III)           |
| 00000000000Region Hrodna   |                               |           |                                  |
| 11.05.2024                 | FK Swislatsch (III)           | 2:1       | FK Slonim City (III)             |
| 00000000000Region Mahiljou |                               |           |                                  |
| 11.05.2024                 | FK Druz Bjalynitschy (III)    | 2:1       | FK Gorki (III)                   |
| 11.05.2024                 | Technolog BGUT Mahiljou (IV)  | 1 3:0 1   | FSK Kirowsk (III)                |
| 00000000000Minsk           |                               |           |                                  |
| 11.05.2024                 | FK Tarpeda Minsk (III)        | 2 0:3 2   | Traktor Minsk (III)              |
| 11.05.2024                 | BDU Minsk (III)               | 0:3       | FK Uni Minsk (III)               |
| 11.05.2024                 | FK Bobownja (III)             | 0:1       | FK Klezk (III)                   |
| 11.05.2024                 | FK Enerhetyk Minsk (III)      | 3:2 n. V. | FK Kolas Tscherwen (III)         |
| 12.05.2024                 | FSK Uradschajnaja (III)       | 3:7       | FK D-Media Minsk (IV)            |

## 2. Qualifikationsrunde
Teilnehmer: Die 15 Sieger der 1. Runde, weitere 4 Drittligisten und 13 Zweitligisten. Die Auslosung fand am 15. Mai 2024 statt.
| Datum      |                               | Ergebnis              |                             |
| ---------- | ----------------------------- | --------------------- | --------------------------- |
| 22.05.2024 | FK D-Media Minsk (IV)         | 4:3 n. V.             | FK Astrawez (II)            |
| 22.05.2024 | FK Swislatsch (III)           | 0:8                   | FK Baranawitschy (II)       |
| 22.05.2024 | FK Klezk (III)                | 0:6                   | FK Orscha (II)              |
| 22.05.2024 | FK Uni Minsk (III)            | 2:1                   | Partizan Salihorsk (III)    |
| 23.05.2024 | FK Mjory (III)                | 2:1 n. V.             | FK Assipowitschy (III)      |
| 29.05.2024 | FK Kretschat Bjarosa (III)    | 1:8                   | FK Maxline Wizebsk (II)     |
| 29.05.2024 | FK Polazk-2019 (III)          | 00:14                 | FK Nywa Dolbizno (II)       |
| 29.05.2024 | FK Ljashas Homel (III)        | 1:5                   | FK Lokomotiv Homel (II)     |
| 29.05.2024 | FK Stanles Pinsk (III)        | 2:3                   | FK Maladsetschna-2018 (II)  |
| 29.05.2024 | FK Iwazewitschy (III)         | 0:6                   | Belschyna Babrujsk (II)     |
| 29.05.2024 | Traktor Minsk (III)           | 2:2 n. V. (7:8 i. E.) | FK Lida (II)                |
| 30.05.2024 | Nowaja Pripjat Alschany (III) | 1:3                   | FK Krumkatschy Minsk (III)  |
| 30.05.2024 | Technolog BGUT Mahiljou (IV)  | 0:2                   | FK Bumprom Homel (II)       |
| 30.05.2024 | FK Enerhetyk Minsk (III)      | 1:2 n. V.             | FK Slonim-2017 (II)         |
| 30.05.2024 | FK Druz Bjalynitschy (III)    | 1:1 n. V. (4:5 i. E.) | FK Enerhetyk-BDU Minsk (II) |
| 30.05.2024 | FK Atlant Kobryn (III)        | 2:3                   | FK Wolna Pinsk (II)         |

## 1. Runde
Teilnehmer waren die 16 Sieger der zweiten 2. Qualifikationsrunde und alle 16 Erstligisten. Die Auslosung fand am 3. Juni 2024 statt.
| Datum      |                             | Ergebnis  |                                |
| ---------- | --------------------------- | --------- | ------------------------------ |
| 18.06.2024 | FK Lokomotiv Homel (II)     | 0:5       | FK Islatsch (I)                |
| 18.06.2024 | FK Maladsetschna-2018 (II)  | 0:2       | FK Tarpeda-BelAS Schodsina (I) |
| 19.06.2024 | FK Mjory (III)              | 0:8       | FK Dinamo Minsk (I)            |
| 19.06.2024 | FK Uni Minsk (III)          | 0:2 n. V. | FK Njoman Hrodna (I)           |
| 12.07.2024 | Belschyna Babrujsk (II)     | 3:1       | FK Minsk (I)                   |
| 12.07.2024 | FK Slonim-2017 (II)         | 0:2       | FK Dinamo Brest (I)            |
| 13.07.2024 | FK Baranawitschy (II)       | 0:1       | FK Smarhon (I)                 |
| 13.07.2024 | FK D-Media Minsk (IV)       | 0:5       | BATE Baryssau (I)              |
| 13.07.2024 | FK Lida (II)                | 0:2       | FK Wizebsk (I)                 |
| 13.07.2024 | FK Enerhetyk-BDU Minsk (II) | 0:5       | FK Sluzk (I)                   |
| 13.07.2024 | FK Bumprom Homel (II)       | 0:6       | FK Slawija-Masyr (I)           |
| 14.07.2024 | FK Orscha (II)              | 0:3       | Arsenal Dsjarschynsk (I)       |
| 14.07.2024 | FK Maxline Wizebsk (II)     | 2:1 n. V. | Naftan Nawapolazk (I)          |
| 14.07.2024 | FK Nywa Dolbizno (II)       | 1:3       | FK Homel (I)                   |
| 14.07.2024 | FK Krumkatschy Minsk (II)   | 0:1       | Dnjapro Mahiljou (I)           |
| 14.07.2024 | FK Wolna Pinsk (II)         | 1:0       | FK Schachzjor Salihorsk (I)    |

## Achtelfinale
Teilnehmer: Die 17 Sieger der ersten Runde hatten gegen die 15 Klubs der zweitklassigen Perschaja Liha Heimrecht. Die Auslosung fand am 16. Juli 2024 statt.
| Datum      |                      | Ergebnis  |                                |
| ---------- | -------------------- | --------- | ------------------------------ |
| 26.07.2024 | FK Smarhon (I)       | 1:2       | Belschyna Babrujsk (II)        |
| 26.07.2024 | FK Homel (I)         | 1:2       | FK Wizebsk (I)                 |
| 27.07.2024 | FK Wolna Pinsk (II)  | 0:3       | FK Sluzk (I)                   |
| 27.07.2024 | FK Slawija-Masyr (I) | 0:2 n. V. | FK Maxline Wizebsk (II)        |
| 28.07.2024 | FK Dinamo Brest (I)  | 4:1       | Arsenal Dsjarschynsk (I)       |
| 28.07.2024 | Dnjapro Mahiljou (I) | 0:1       | FK Islatsch (I)                |
| 28.07.2024 | BATE Baryssau (I)    | 0:2       | FK Tarpeda-BelAS Schodsina (I) |
| 01.03.2025 | FK Dinamo Minsk (I)  | 0:2       | FK Njoman Hrodna (I)           |

## Viertelfinale
| Datum             |                         | Gesamt          |                                | Hinspiel | Rückspiel |
| ----------------- | ----------------------- | --------------- | ------------------------------ | -------- | --------- |
| 02.03./09.03.2025 | Belschyna Babrujsk (II) | 1:8             | FK Maxline Wizebsk (II)        | 1:2      | 0:6       |
| 02.03./09.03.2025 | FK Dinamo Brest (I)     | 0:1             | FK Tarpeda-BelAS Schodsina (I) | 0:0      | 0:1       |
| 02.03./09.03.2025 | FK Wizebsk (I)          | 2:0             | FK Sluzk (I)                   | 2:0      | 0:0       |
| 05.03./09.03.2025 | FK Njoman Hrodna(i)     | 0:0 (4:2 i. E.) | FK Islatsch (I)                | 0:0      | 0:0 n. V. |

## Halbfinale
| Datum             |                                | Gesamt |                         | Hinspiel | Rückspiel |
| ----------------- | ------------------------------ | ------ | ----------------------- | -------- | --------- |
| 15.04./07.05.2025 | FK Njoman Hrodna (I)           | 3:1    | FK Wizebsk (I)          | 3:0      | 0:1       |
| 16.04./08.05.2025 | FK Tarpeda-BelAS Schodsina (I) | 1:0    | FK Maxline Wizebsk (II) | 0:0      | 1:0       |

## Finale
| Paarung                    | FK Njoman Hrodna – FK Tarpeda-BelAS Schodsina |
| Ergebnis                   | 3:0 (0:0) |
| Datum                      | 24. Mai 2025 |
| Stadion                    | Njoman-Stadion, Hrodna |
| Zuschauer                  | 8.311 |
| Schiedsrichter             | Dmitrij Markow |
| Tore                       | 1:0 Iwan Sadounitschy (55.) 2:0 Sergej Puschnjakow (59.) 3:0 Jahor Subowitsch (80.) |
| FK Njoman Hrodna           | Maksim Bjalou – Jury Pauljukowez, Iwan Sadounitschy , Jehor Parchomenko, Jurij Pantja – Andrej Jakimau, Michail Kaslou (76. Artur Nasarenko) – Aleh Jeudakimau, Sergej Puschnjakou, Anton Sutschkow (62. Jahor Subowitsch) – Leonard Gweth (71. Pawel Sawizki) Cheftrainer: Ihar Kawalewitsch             |
| FK Tarpeda-BelAS Schodsina | Jewhenij Abramowitsch – Kiryl Pramudau , Danila Njatscheu, Sergej Palizewitsch – Ihar Burko (67. Ilja Ruzki), Aljaksej Butarewitsch, Teýmur Çaryýew (73. Alexander Orechow), Wadsim Pabudsej – Pawel Sjadsko, Maksim Skawysch (66. Ilja Wassilewitsch), Alimardon Schukurow Cheftrainer: Dsmitryj Molasch |
| Gelbe Karten               | Andrej Jakimau (77.), Jahor Subowitsch (81.), Pawel Sawizki (88.), Sergej Puschnjakou (90.+1') – Sergej Palizewitsch (90.) |